# Шишманово
Шишма́ново (болг. Шишманово) — село в Хасковській області Болгарії. Входить до складу общини Харманли.

## Населення
За даними перепису населення 2011 року у селі проживали 525 осіб.
Національний склад населення села:
| Національність   | Кількість осіб | Відсоток |
| ---------------- | -------------- | -------- |
| турки            | 255            | 89,5%    |
| болгари          | 25             | 8,8%     |
| інша             | 0              | 0%       |
| Всього відповіли | 285            |          |

Розподіл населення за віком у 2011 році:
Динаміка населення: